# نفيسة حمود
نفيسة حمود أو نفيسة لاليام (من مواليد الجزائر العاصمة عام 1924، توفيت في 10 ديسمبر 2002) وهي ناشطة في جبهة التحرير الوطني أثناء الحرب في الجزائر.
إن والدها، الذي ينتمي إلى عائلة من البرجوازيين الجزائريين، كان مفتيًا للجزائر العاصمة، كانت نفيسة جزء من أول نواة لطلاب الطب في عام 1944، لرابطة الطلاب المسلمين في شمال إفريقيا.. شاركت في مظاهرات 1 ماي 1945 في الجزائر العاصمة. تمثل هذه اللحظة التزامها النهائي ضد الاستعمار وتحرير النساء الأفريقيات.
نائبة رئيسة جمعية النساء المسلمات الجزائريات في عام 1947، أسست في 24 يونيو 1947 مع ماميا شنتوف جمعية النساء الجزائريات المسلمات (AFMA)  وفي الجمعية العامة في يوليو 1947 أصبحت أمينة عامة، التي انضمت للمناضلات فاطمة زكال، نسيمة هبلال والعزة بوزكري. وهي عضو في الخلايا السرية لـحزب الشعب الجزائري، نشطت في الجزائر (Saint-Eugène، القصبة) خلال تجمعات النساء، حيث تبشر بمكافحة الاستعمار وتحرر النساء. في عام 1950، اتصلت بالاتحاد الدولي للنساء للاحتفال بيوم 8 مارس للمرة الأولى في الجزائر. عندما غادرت مكتبها في شارع لير للانضمام إلى الولاية 3، تخلت عن ثروتها وحياتها المهنية لاحتضان القضية الثورية وتوفير الرعاية لكل من الفقراء والجماعات المسلحة في جبهة التحرير الوطني، وخاصة في المخيم. الأمير. انضمت في نهاية المطاف إلى صفوف جبهة التحرير الوطني في عام 1954، وأصبحت الضابط القائد لجيش التحرير الوطني (AFMA) 
بالإضافة إلى هذه المسؤوليات العسكرية، تمارس في وظيفتها كطبيبة وتتخيل المنظمة الصحية لمختلف قواعد الثورة الجزائرية. في 6 نوفمبر 1957 في كمين للجيش الفرنسي، في حين أن ريمون بيسكارد تقع في أذرعها، أصبحت سجينة، مع مقاتلين آخرين، مثل الدكتور مصطفى لاليام أو دانييل ماين (AFMA). عاد الجنرال ماسو إلى المسؤوليات الاستعمارية بعد أزمة السويس في مصر، ثم أرسل طائرة هليكوبتر للقبض عليها. كانت تعرف سجن الحراش وسركاجي وهران قبل نقلها إلى دير بالقرب من نانت في فرنسا. تم تبادل نفيسة حمود من خلال الصليب الأحمر الدولي والهلال الأحمر الجزائري (CRI) مع سجين فرنسي. بعد العديد من المغامرات، تمكنت من الانضمام إلى سويسرا بفضل شبكة Jeanson. انتقلت إلى جنيف واستأنفت دراستها الجامعية. لقد كان لاكتشاف طبيبة في المعزقة الجزائرية تأثير حقيقي في تاريخ الثورة الجزائرية، حيث أظهر ماسو وجنرالات الجيش الفرنسي، فشل سياسة الاستيعاب للنخب أيضًا. من تصميم هؤلاء الرجال والنساء للقضية الانفصالية.
بعد الثورة، بدأت حياتها المهنية في المستشفى ثم السياسية. تتزوج من الطبيب والثوري مصطفى Laliam، بطل حرب الاستقلال وأول طبيب للحرب الجزائرية التي عبرت خط Morice (AFMA). تكشف مهنة نفيسة حمود عن تحرر المرأة العربية في الأوساط السياسية والثورية، وقوة التشدد، ولكن قبل كل شيء مثال نادر على مشاركة النساء في المناصب العليا في حركات العصابات الثورية (AFMA). في الجزء الثاني من القرن العشرين خلال فترة الاستعمار، نفيسة حمود يجسد في شمال أفريقيا، وبخاصة في العالم الإسلامي شخصية أنثوية وثورية فريدة من نوعها وبعمق والتي تمثلت في الرغبة في رفع الجزائر، هذا البلد القديم، مرة واحدة اللاتينية، والاتحاد الأفريقي فوق الظلام وفي مجرى التاريخ (AFMA).
بعد اتفاق السلام بين جبهة التحرير الوطني - منظمة الجيش السري في يونيو 1962 واستفتاء 5 يوليو، عاد الأطباء الجزائريون إلى المستشفيات. نفيسة حمود احتضنت مهنة المستشفى الجامعي في تخصص أمراض النساء والتوليد. هذا الاختيار لم يكن صدفة لهذا الناشط كان تطوير هذا التخصص الطبي ضروريًا للنساء الجزائريات، ضحايا الوفيات النفاسية ووفيات المواليد.
وفي الوقت نفسه، ساعدت في تأسيس أول مركز وطني لتحديد النسل في مستشفى مصطفى، حيث كانت رئيسة الاتحاد الوطني الجزائري للمرأة (UNFA). حشد هذا المركز العديد من طاقات النساء القابلات والأخصائيين الاجتماعيين والممرضات وأغلبية السكان. تصبح الجزائر أول دولة عربية، من خلال عملها، تقبل المالتوسية. كان يجب أن تتبعها عدة مشاريع أخرى حول الخطة الاجتماعية والسماح بتنفيذ البرامج الوطنية التي تستحق دراسة أكثر تعمقا في تاريخ الطب الجزائري، والتي ستظل واحدة من الأعضاء المؤسسين.

## سياسة
نفيسة حمود تدخل في حكومة غزالي الأولى في 18 جوان 1991 كوزيرة للصحة، الجزائر في فجر حرب أهلية فظيعة. نفيسة حمود أول امرأة جزائرية تدخل في منصب وزاري. خلال العشرية السوداء، أعلنت حربًا شاملة ضد الأصوليين في الجبهة الإسلامية للإنقاذ. وهي تعلن عن مرسوم في عام 1992 في بيئة المستشفى ضد وجود علامات دينية في المستشفيات، وتعزيز الهيكل الطبي الجزائري ومكافحة الفساد في وزارتها. لقد فقدت محفظتها أخيرًا في 16 أكتوبر. هذا القضاء السياسي له عدة أسباب. السبب الأول كان التورط المتزايد للقوة العسكرية في الجزائر، والآخر هو أن ظهور الإسلاموية والعنف في المجتمع أدى إلى ثورة عميقة للدولة الجزائرية. ارتبط القدر السياسي والثوري لنفيسة حمود بتاريخ الجزائر المستقلة وبشكل أعم تاريخ الطب في شمال إفريقيا.

## وفاتها
وافتها المنية في 2002 عن عمر يناهز 78 عاما.

## ذكرى
تم تغيير اسم مستشفى بارني حسين داي في الجزائر العاصمة إلى مستشفى نفيسة حمود بعد وفاتها.